# Nandi Awards
Nandi Awards — высшая премия за выдающиеся достижения в области телугуязычного кино, театра, телевидения и пожизненный вклад в индийское кино, вручавшаяся ежегодно правительством штата Андхра-Прадеш. Название Nandi, что означает «бык», награда получила в честь большого гранитного быка в Лепакши — культурного и исторического символ народа телугу. Nandi Awards представлена в четырёх больших категориях: золото, серебро, бронза и медь. Вариант премии под названием Nandi Natakotsavam Awards ежегодно вручается за достижения в постановке социальных, мифологических и поэтических пьес.
Цель премии состоит в поощрении производства фильмов на телугу технически совершенными, имеющими культурную, образовательную, социальную актуальность, а также способствующих интеграции и единству нации. Победителей выбирает государственная комиссия, ежегодно назначаемая правительством. Церемония награждения проходит в канун Телужского Нового Года в Хайдарабаде, где в главный министр штата вручает награды.
Список обязательных условий для фильмов, представляемых на награду, выпускается каждый год отдельным документом. Критерии на пригодность содержат множество положений. Среди них главным требованием для создателей фильма является то, что фильм должен быть произведён в штате Андхра-Прадеш. В случае совместного производства с участием иностранного лица, накладывается много дополнительных условий. Также в соответствии с критериями, для того, чтобы иметь право на рассмотрение жюри, фильм должен быть заверен Центральным советом по сертификации фильмов между 1 января и 31 декабря года, за который будет присуждаться премия.
Награды вручаются в категориях «художественный фильм», «художественный фильм на тему национальной интеграции», «детский фильм», «документальный фильм», «учебный фильм» и за книги и статьи о кино на телугу, а также продюсерам, режиссёрам, актёрам и представителям других профессий, занятых в производстве. Награды, как правило, представляют собой статуэтку, медальон, денежный приз и сертификат с благодарностью.

## История
Награда была учреждена в 1964 году и вручается с 1965 года, за лучшие фильмы, снятые на телугу в штате Андхра-Прадеш в предыдущем году. С 1999 года обязанности, связанные с организацией церемонии награждения, были переданы Film Television and Theatre Development Corporation.
После церемонии 2012 года, в связи с выделением штата Телангана из Андхра-Прадеш, награждения были приостановлены на неопределённое время.
В следующие годы правительство штата Телангана рассматривало идею возродить премию под другим названием.
Однако правительство Андхра-Прадеш приняло решение сохранить премию в прежнем виде, и возобновило процесс награждения.
Лауреаты премии за 2012 и 2013 годы были объявлены в марте 2017. Также было принято решение, что общая церемония награждения пройдёт после объявления победителей за 2014 и 2015 годы, которые были названы полгода спустя.

## Премии
В рамках награждения Nandi Awards вручается несколько именных премий за пожизненные достижения:
- Премия имени Рагхупати Венкайи Найду[англ.] (с 1980)
- Национальная премия имени Нандамури Тараки Рамы Рао[англ.] (с 1996)
- Национальная премия имени Бомиредди Нарасимхи Редди[10]